# Silvester Petra Sancta
Silvester Petra Sancta est un érudit et jésuite italien, né à Rome en 1590, mort dans la même ville en 1646. Il a latinisé son nom, qui était à l'origine Silvestro da Pietrasanta.

## Biographie
Né à Rome en 1590, entra en 1608 dans la compagnie de Jésus, et, avant d’avoir fait profession, enseigna les humanités pendant trois ans, puis la philosophie à Fermo dans la Marche d'Ancône. Pier Luigi Carafa, alors gouverneur de cette ville, et qui devint plus tard cardinal, charmé des talents et des vertus du jeune prêtre, le prit pour confesseur et l’emmena avec lui à Cologne, où il allait remplir les fonctions de nonce apostolique. Durant son séjour en Allemagne, Pietra-Santa composa deux opuscules, intitulés Iter Fuldense, ad visitationem ejus cœnobii, et Iter Moguntinum, etc., ad electionem archiepiscopi, imprimés à Liège, 1627 et 1629, in-4°, mais auxquels il ne mit pas son nom. Ce fut entre les mains du nonce qu’il fit ses vœux de religion en 1626. De retour en Italie, il devint recteur du collège de Lorette, et se fixa ensuite à Rome, où il se concilia l’estime des plus hauts personnages. Il y prononça devant le pape Urbain VIII l’éloge funèbre de l’empereur Ferdinand II, lors du service qui fut célébré en mémoire de ce monarque. L’orateur n’avait eu qu’une seule nuit pour préparer son discours, imprimé à Rome, 1637, in-4°. Il mourut dans cette ville, après avoir subi l’opération de la pierre, le 6 mai 1647.

## Œuvres

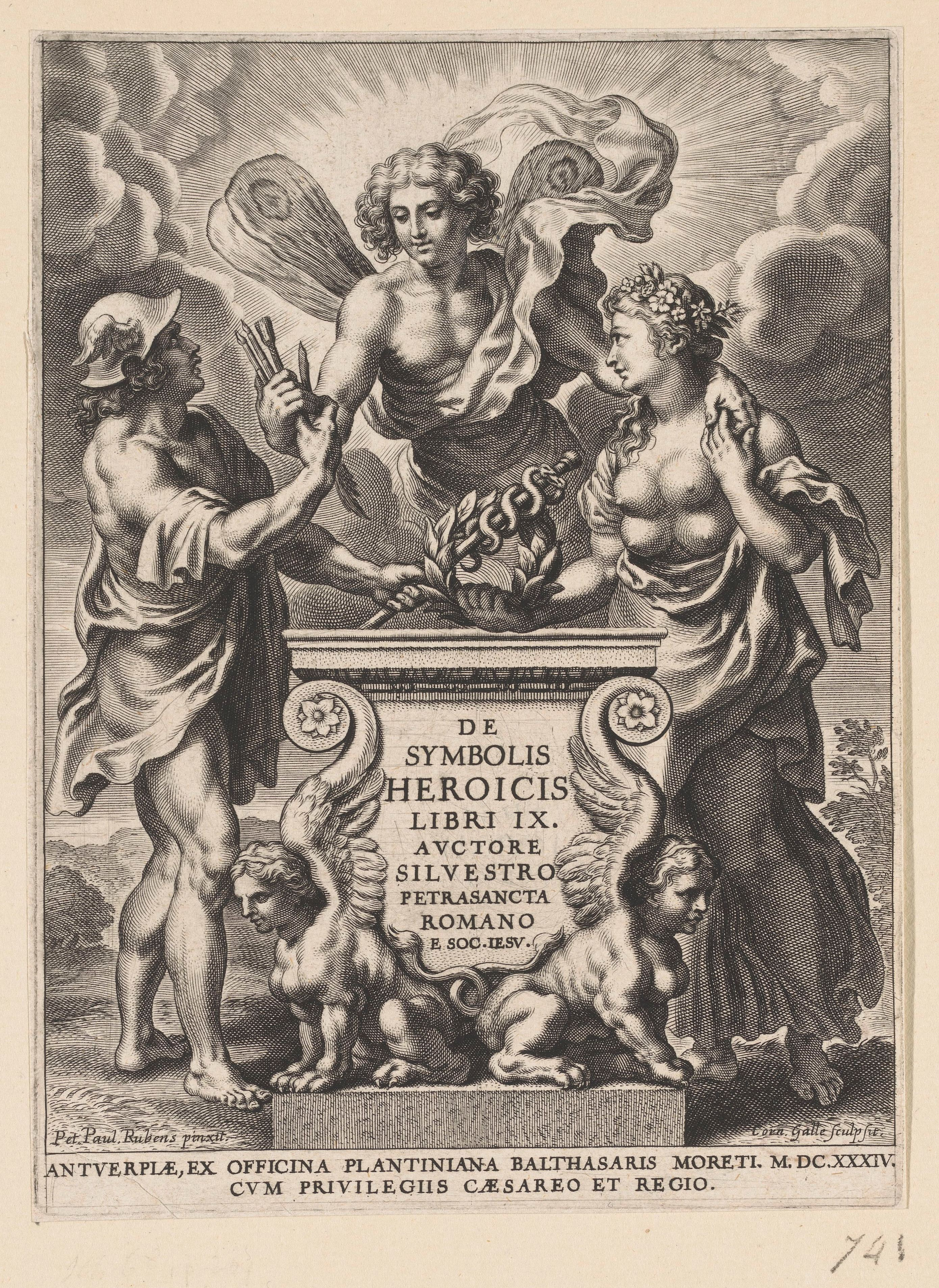
Silvester Petra Sancta, De symbolis Heroicis, Anvers, ex officina Plantiniana, B. Moretus, 1634

Outre les ouvrages que nous venons de citer et quelques écrits de controverse contre les ministres protestants Pierre Du Moulin et André Rivet, on a de Pietra-Santa :
- Sacræ bibliorum metaphoræ, et ex iis documenta morum centuria I, Cologne, 1631, in-4° ;
- De symbolis heroïcis libri IX, Anvers, 1634, in-4°, avec fig. ; Amsterdam, 1682, in-4° ;
- Tesseræ gentilitiæ, ex legibus fecialium descriptæ, Rome, 1638, in-fol., très-rare. Ces deux derniers ouvrages, qui traitent de l’art héraldique, sont fort curieux. On regarde Pietra-Santa comme l’inventeur de l’ingénieuse méthode de désigner dans la gravure par des points et par des lignes les couleurs de l’écusson.
- Thaumasia veræ religionis contra perfidiam sectarum, Rome, 1643-1655, 3 vol. in-4°, dont le dernier fut publié après la mort de l’auteur.

On a encore de lui :
- Vita Roberti cardinalis Bellarmini, trad. de l’italien de Giacomo Fuligatti, avec des augmentations, Liège, 1626, in-4° ; Anvers, 1631, in-8° ;
- Vita Gregorii X, pont. max., trad. de l’italien, Rome, 1655, in-4° (ouvrage posthume).

Enfin, on lui doit une édition des œuvres d’Edmond Campion, Anvers, 1631, in-8°. Pietra-Santa joignait à un style élégant des connaissances variées et profondes. Henri Dupuy, dans ses Vindiciæ circuli urbaniani, l’appelle cœlestis ingenii æternæque eruditionis vir. Gian Vittorio Rossi (Erythræus) en fait un grand éloge dans sa Pinacotheca, et le P. Southwell lui a consacré un article dans la Biblioth. Soc. Jesu, p. 741.